# Claire Vaye Watkins
Claire Vaye Watkins (Bishop, 9 aprile 1984) è una scrittrice statunitense.

## Biografia
Nata a Bishop nel 1984 e cresciuta nel Deserto del Mojave, a Tecopa e a Pahrump, ha conseguito un B.A. all'Università del Nevada-Reno e un Master of Fine Arts all'Università statale dell'Ohio.
Figlia di Martha Watkins e Paul Watkins, membro della famiglia Manson, nel 2012 ha esordito nella narrativa con la raccolta di racconti Nevada ottenendo il Premio The Story e il Premio Dylan Thomas.
Selezionata nel 2012 dalla National Book Foundation tra i "5 under 35", nel 2015 ha pubblicato il suo primo romanzo, Deserto americano e insegna scrittura creativa all'Università della California, Irvine.

## Opere

### Raccolte di racconti
- Nevada (Battleborn, 2012), Vicenza, Neri Pozza, 2019 traduzione di Serena Prina ISBN 978-88-545-0766-1.

### Romanzi
- Deserto americano (Gold Fame Citrus), Vicenza, Neri Pozza, 2015 traduzione di Massimo Ortelio ISBN 978-88-545-0971-9.

## Premi e riconoscimenti
- Premio The Story: 2012 per Nevada[8]
- Premio Dylan Thomas: 2013 per Nevada
- Guggenheim Fellowship: 2014[9]